# The Coster and His Donkey
The Coster and His Donkey byl britský němý film z roku 1902. Režisérem byl Percy Stow (1876–1919). Film byl dlouhý 22,86 metrů a premiéru měl v červnu 1902. Ve Spojených státech byl film distribuován společností American Mutoscope & Biograph v únoru 1903 pod názvem Reversible Donkey Cart a poté Kleine Optical Company pod názvem The Coster and the Donkey. Předpokládá se, že film byl zničen v roce 1924 spolu s většinou dalších filmů, produkovaných společností Hepworth Studios.

## Děj
Osel podomního obchodníka odmítá přejít louži vody.